# Антиох Хиеракс
Вижте пояснителната страница за други личности с името Антиох.
Антиох Хиеракс или Антиох III (на старогръцки: Ἀντίoχoς Ἱέραξ, Antiochos Hierax, Antiochus III, * 263 пр.н.е., † 226 пр.н.е.) е принц от династията на Селевкидите. Той е вторият син на Антиох II Теос и Лаодика I и по-малък брат на престолонаследника Селевк II Калиник.
След съмртта на баща му през 246 пр.н.е. Антиох си създава свое царство в Мала Азия. След многогодишно царуване той има конфкикт с цар Атал I от Пергам, който го изгонва от Мала Азия. След това той бяга в Египет и след като го изгонват и оттам, той отива в Тракия, където е убит от крадци през 226 пр.н.е.
Той е женен за дъщеря (* 245 пр.н.е.) на Зиаелас, царят на Витиния и внучка на Никомед I.